# Società Veneta
 (août 2024).
La mise en forme du texte ne suit pas les recommandations de Wikipédia : il faut le « wikifier ».
Les points d'amélioration suivants sont les cas les plus fréquents. Le détail des points à revoir est peut-être précisé sur la page de discussion.
- Les titres sont pré-formatés par le logiciel. Ils ne sont ni en capitales, ni en gras.
- Le texte ne doit pas être écrit en capitales (les noms de famille non plus), ni en gras, ni en italique, ni en « petit »…
- Le gras n'est utilisé que pour surligner le titre de l'article dans l'introduction, une seule fois.
- L'italique est rarement utilisé : mots en langue étrangère, titres d'œuvres, noms de bateaux, etc.
- Les citations ne sont pas en italique mais en corps de texte normal. Elles sont entourées par des guillemets français : « et ».
- Les listes à puces sont à éviter, des paragraphes rédigés étant largement préférés. Les tableaux sont à réserver à la présentation de données structurées (résultats, etc.).
- Les appels de note de bas de page (petits chiffres en exposant, introduits par l'outil «  Source ») sont à placer entre la fin de phrase et le point final[comme ça].
- Les liens internes (vers d'autres articles de Wikipédia) sont à choisir avec parcimonie. Créez des liens vers des articles approfondissant le sujet. Les termes génériques sans rapport avec le sujet sont à éviter, ainsi que les répétitions de liens vers un même terme.
- Les liens externes sont à placer uniquement dans une section « Liens externes », à la fin de l'article. Ces liens sont à choisir avec parcimonie suivant les règles définies. Si un lien sert de source à l'article, son insertion dans le texte est à faire par les notes de bas de page.
- La présentation des références doit suivre les conventions bibliographiques. Il est recommandé d'utiliser les modèles {{Ouvrage}}, {{Chapitre}}, {{Article}}, {{Lien web}} et/ou {{Bibliographie}}. Le mode d'édition visuel peut mettre en forme automatiquement les références.
- Insérer une infobox (cadre d'informations à droite) n'est pas obligatoire pour parachever la mise en page.

Pour une aide détaillée, merci de consulter Aide:Wikification.
Si vous pensez que ces points ont été résolus, vous pouvez retirer ce bandeau et améliorer la mise en forme d'un autre article.
La Società Veneta per le Imprese e Costruzioni Pubbliche S.p.A. - Société Vénitienne pour les Entreprises et les Constructions Publiques, plus connue sous le simple nom de Società Veneta (SV), était une entreprise privée de transports ferroviaires et de tramways. C'était aussi une entreprise de bâtiment et travaux publics qui a réalisé plusieurs grands immeubles et des infrastructures de tous types dont des lignes de chemin de fer.
Entre 1898 et 1977, sa raison sociale était Società Veneta per la Costruzione e l'Esercizio di Ferrovie Secondarie Italiane - Société Vénitienne pour la Construction et l'Exploitation des Chemins de Fer Secondaires Italiens. Dans la première moitié du XXe siècle, elle était la plus grande entreprise exploitant des chemins de fer en concession en Italie, gérant des lignes secondaires dans le nord et le centre de l'Italie.

## Histoire

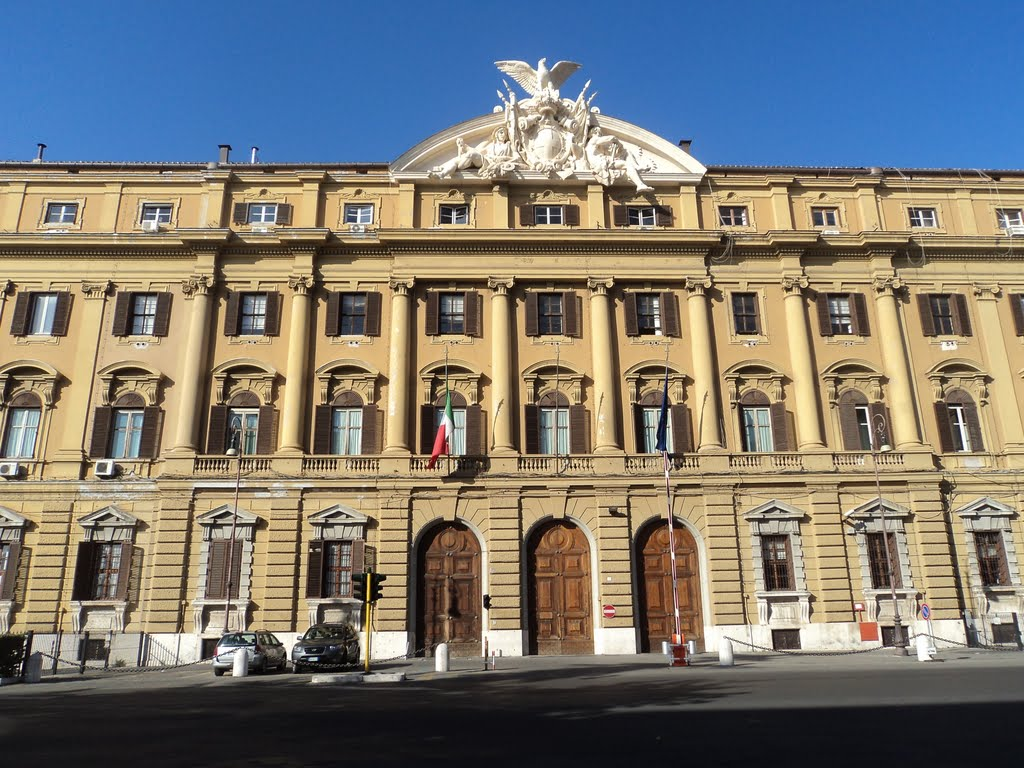
Le Palazzo delle Finanze à Rome, dont la construction a été réalisée par la Società Veneta (SV)

Plan de la voie ferrée Vicence-Thiene-Schio

plan de la voie ferrée Padoue-Bassano del Grappa

### La fondation et les constructions
La Società Veneta (SV) a été fondée à Padoue le 11 janvier 1872 par un groupe de notables locaux parmi lesquels l'ingénieur Vincenzo Stefano Breda (it) qui, plus tard, dirigea l'entreprise. Sa constitution a été approuvée par le gouvernement par le décret royal du 25 janvier 1872 n° CCX.
Au cours des deux premières années d'activité, la Società Veneta (SV) a obtenu plusieurs marchés de travaux qui ont été sous-traités en partie à des entreprises plus petites, comme la construction des digues sur le Pô, un pont sur le Piave et le Palazzo delle Finanze, le siège du Ministère italien des Finances à Rome, achevé en 1879. Des fouilles ont aussi été réalisées dans la lagune de la province de Venise.
En 1876, la Società Veneta (SV) obtient le marché de travaux pour l'agrandissement du port de Gênes et trois ans plus tard, ceux des ports de Naples et de Castellammare di Stabia. La société a également réalisé des chantiers navals dans plusieurs ports, notamment ceux de Brindisi, Barletta et Palerme.
Parallèlement à la construction de ports et de bâtiments, en 1874, la Società Veneta (SV) commence à s'intéresser au secteur ferroviaire, obtenant en sous-concession l'exploitation de la ligne de chemin de fer Vicenza-Thiene-Schio (it) par la province de Vicence et des lignes Ferrovia Vicenza-Treviso (it) et Padova-Bassano del Grappa (it), concédées par les provinces de Padoue, Trévise et Vicence. A ces lignes de chemins de fer s'ajouta, en 1879, la ligne Conegliano-Vittorio Veneto-Ponte nelle Alpi (it).
Au cours des années 1880 et 1890 (XIXe siècle), la Società Veneta (SV) s'est tellement développée dans le secteur ferroviaire que c'est devenu le pôle d'activité principal de l'entreprise. En 1898, la direction de la société décide de muter la raison sociale en Società Veneta per la Costruzione e l'Esercizio di Ferrovie Secondarie Italiane S.p.A. - « Société Vénitienne pour la Construction et l'Exploitation des Chemins de Fer Secondaires Italiens ». Cette nouvelle dénomination n'a pas empêché, pendant encore plusieurs années, à l'entreprise de Padoue de poursuivre la construction d'ouvrages de génie civil. Le dernier grand contrat fut l'agrandissement du port de Cadix, en Espagne, dont le marché a été signé en 1907.

### L'expansion: chemins de fer et tramways

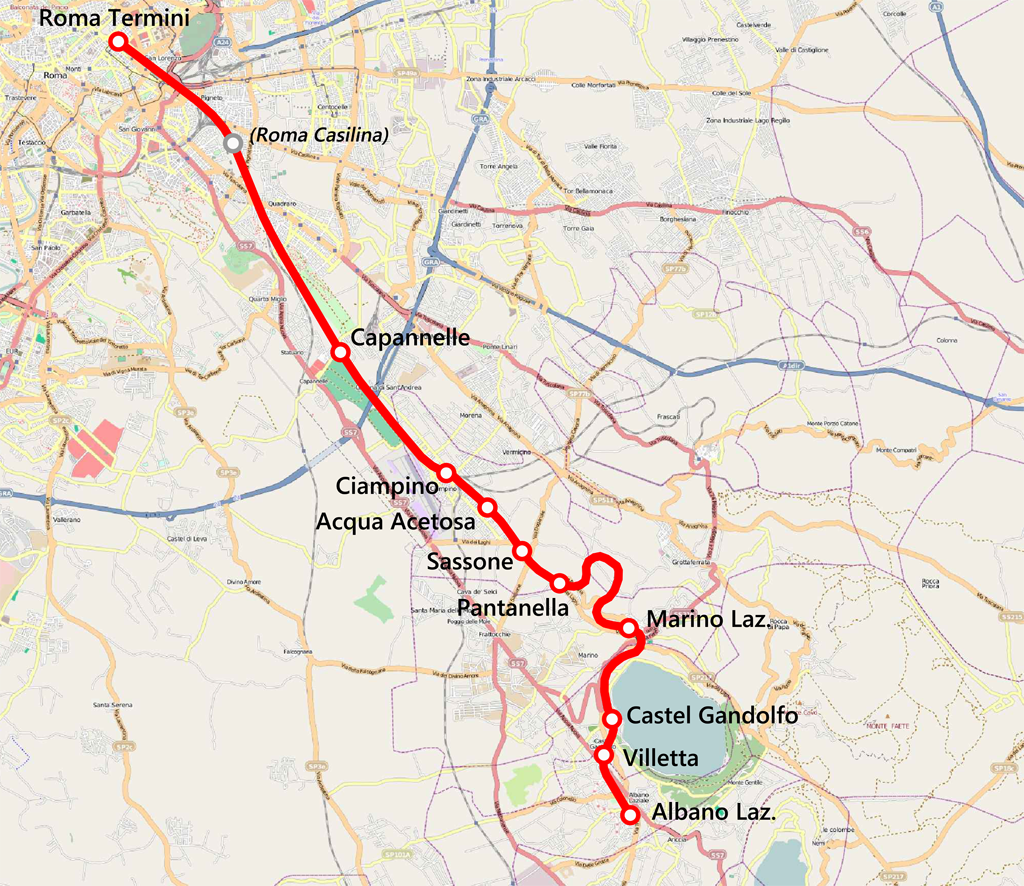
Plan de la voie ferrée Rome-Albano

Plan de la ligne Anzio-Nettuno

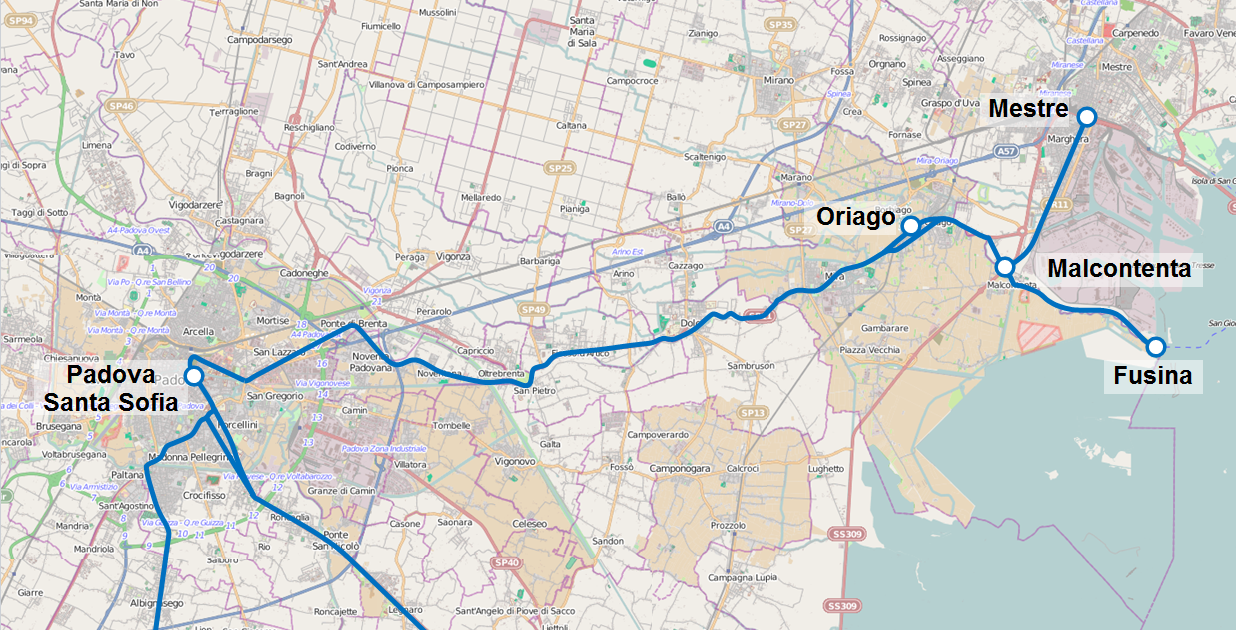
Plan ligne de tramways Padoue-Fusina-Mestre

Au cours des années 1884-88, après une réorganisation financière avec une forte augmentation de capital, la Società Veneta (SV) a accru son implication dans les domaines ferroviaire et tramway, en s'étendant au dehors des provinces vénitiennes. Dans le Latium, SV a créé, en 1884 la Società per la Ferrovia Albano-Anzio-Nettuno (FAAN), pour exploiter la ligne Ferrovia Albano-Notturno, en apportant la moitié de son capital social. La société FAAN a également acheté la concession da ligne de tramway Portonaccio-Ciampino-Marino (it) de 22 km, qui en a confié l'exploitation à la Società Veneta (SV) jusqu'à l'arrêt de la ligne, après l'ouverture de la ligne de chemin de fer Rome-Albano (it) de 28 km, par la Società Ferrovie Secondarie Romane (SFR), en 1889,.
Au début de l'année 1885, SV obtient la sous-concession pour l'exploitation de la nouvelle ligne de chemin de fer Parme-Suzzara. Le 14 septembre de la même année, la filiale Società delle Guidovie Centrali Venete (GCV) inaugure le premier tronçon de tramway Malcontenta-Mestre et, le 11 novembre, la ligne principale de tramway Padoue-Malcontenta-Fusina de 40,4 km.
Le 20 mai 1886, la société GCV inaugure une autre ligne de tramway interurbain en Vénétie, la ligne Padoue-Bagnoli di Sopra de 28,3 km. Le 20 juin, la ligne de tramway Bologne-Imola est inaugurée en Émilie-Romagne, exploitée directement par SV. Quelques jours plus tard, SV inaugurait la ligne Udine-Cividale (it) de 15 km, et le 22 juillet 1886, la nouvelle ligne ferroviaire Camposampiero-Montebelluna de 28 km, était mise en service, raccordée sur la ligne Padoue-Bassano.
En 1887, les nouvelles lignes ferroviaires de la région de Bologne : Bologne-Budrio-Portomaggiore (it) de 45 km et Budrio-Massalombarda de 26 km, sont inaugurées. L'année suivante, la société SV poursuit son expansion dans le Frioul avec l'ouverture des lignes Portogruaro-San Giorgio di Nogaro (it) de 31 km et Udine-Palmanova-San Giorgio di Nogaro (it) de 30 km. Après 3 ans de travaux, la voie ferrée Arezzo-Stia (it) de 44 km a également été mise en service en Toscane.
De 1889 à 1891, la SV obtient également la concession et l'exploitation de la ligne Rome-Albano (it) de 28 km en tant que sous-concessionnaire de la SFR,.
Le 10 juin 1890, la ligne de tramway Padoue-Piove di Sacco (it) de 19 km, est inaugurée. Ce sera la dernière ligne de tramway du réseau exploité par la société GCV.

### Nouveau siècle: nouvelles lignes et premiers transferts à l'État

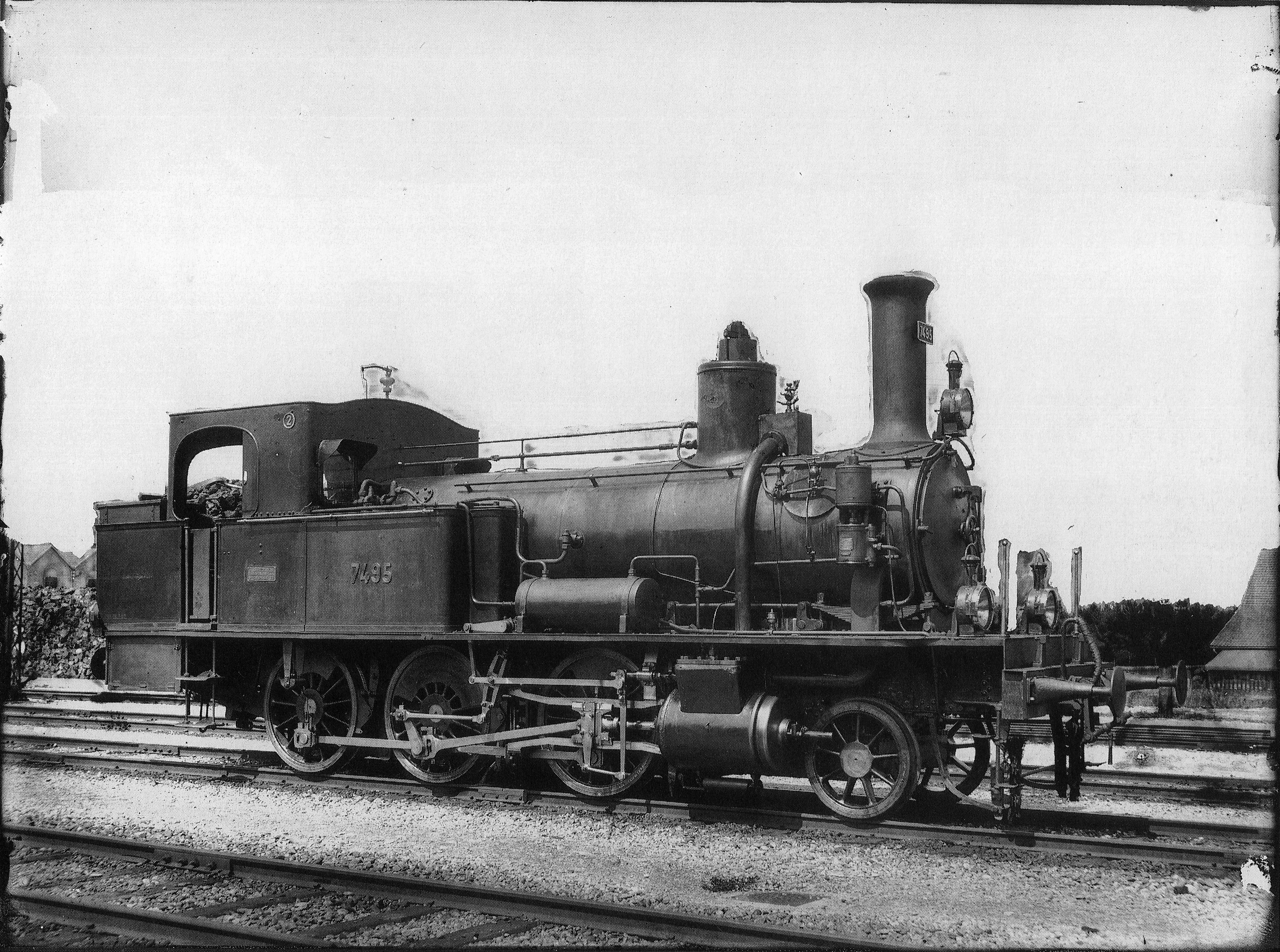
Locomotive type Ed 3/4 de la Compagnie Società Veneta, construite en 1878 (1916)

En 1896, l'État italien renouvelle les concessions déjà accordée à la Società Veneta (SV) pour dix ans ainsi que pour la ligne Vicenza-Schio,,.

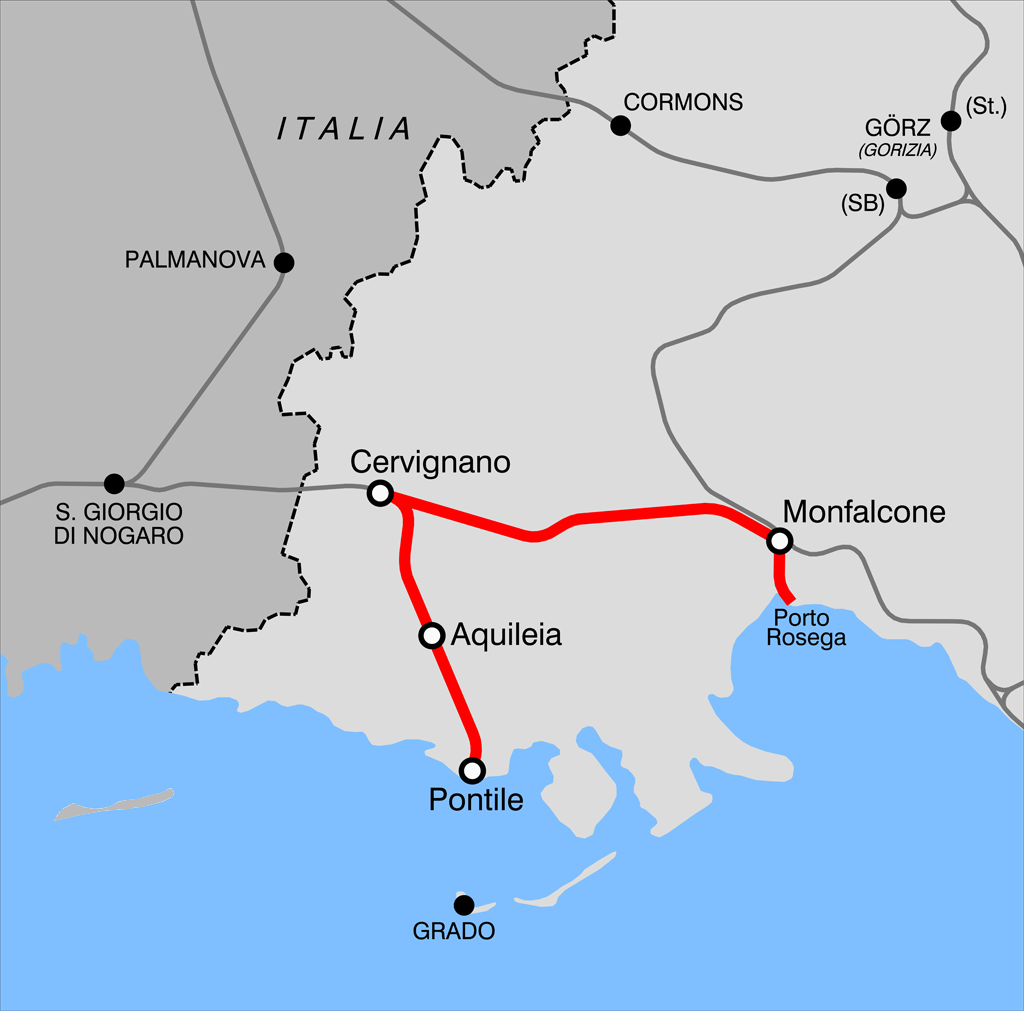
Plan du réseau de la compagnie FEG

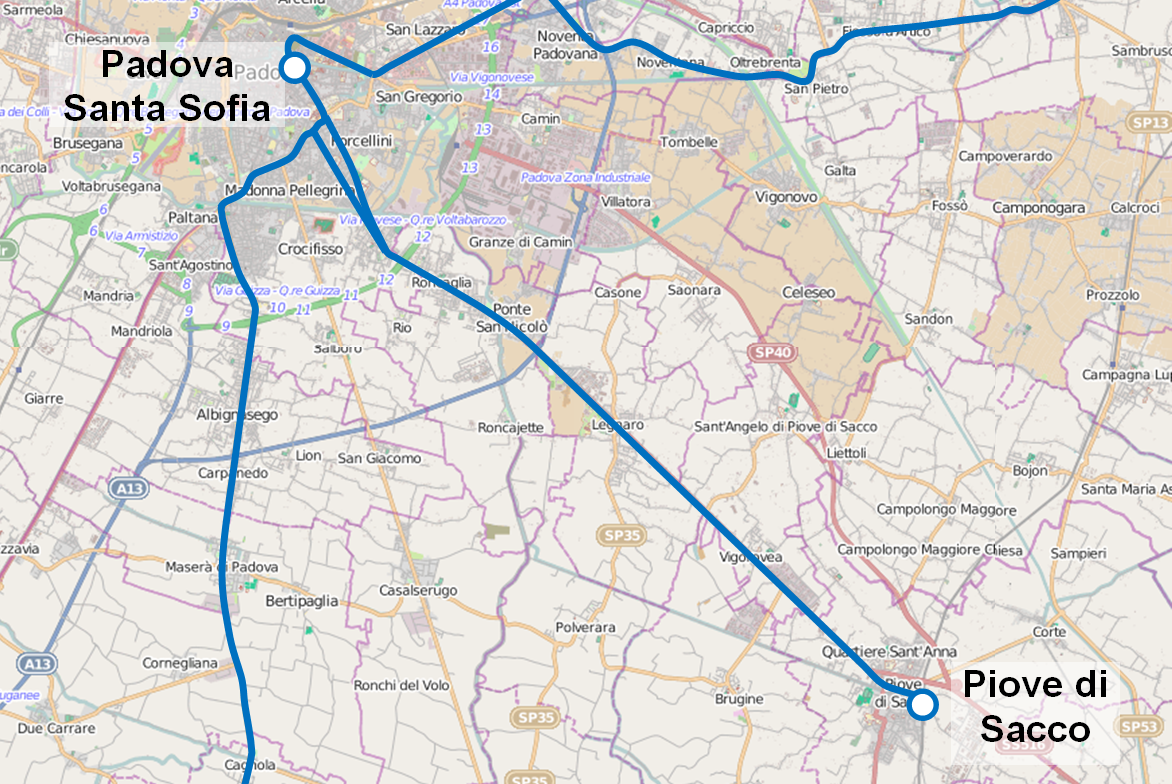
Plan de la ligne de tramways Padoue-Piove di Sacco, la 1re ligne électrifiée de la Società Veneta (19 mai 1909)

En 1897, la ligne San Giorgio di Nogaro-Cervignano est mise en service. Elle rejoint celle en provenance de Monfalcone, construite par la Società Ferroviaria Friuliana (FEG) (it).

(NDR : La société autro-hongroise Friauler Eisenbahn-Gesellschaft a été fondée en 1893 à Vienne par les italiens Giacomo Antonelli et Giulio Dreossi. Elle a obtenu une concession de 90 ans pour la construction de la ligne ferroviaire de Monfalcone à la frontière italienne, territoires appartenant à l'Autriche-Hongrie avant la Première Guerre mondiale)

La ligne était gérée par les autorités royales impériales autrichiennes et, pour le groupe Società Veneta SpA, en obtenir l'exploitation en concession représentait sa première concession d'une ligne de chemin de fer internationale puisqu'elle traversait la frontière entre l'Italie et l'Empire Austro-Hongrois. Son ouverture a également permis l'établissement d'un tracé plus court et plus direct entre Venise et le port de Trieste au lieu de passer par Trévise et Udine.
En 1902, la Società Veneta (SV) obtient sa première concession ferroviaire dans la province de Ferrare et, le 21 novembre 1903, elle met en service la ligne vers Copparo. En 1905, elle récupère la concession du tramway à voie métrique Udine-San Daniele (it) de 28,6 km, gérée précédemment par la société autrichienne Neufeldt
Après avoir décrété la nationalisation des sociétés ferroviaires italiennes, créé la compagnie nationale Ferrovie dello Stato Italiane et avoir attendu la fin des concessions encore en cours, le 1er juillet 1906 les lignes exploitées par la Società Veneta sont transférées à la société d'État FS,. Le 1er octobre 1906, la société Ferrovie Vicenza (FNV), contrôlée par Società Veneta (SV), obtient l'exploitation des lignes à voie étroite (950 mm) au nord de la province de Vicence : Torrebelvicino-Schio, Schio-Rocchette et Rocchette-Arsiero. Les lignes avaient été construites par la Società Ferrovie Economiche di Schio (SFES). En 1906, les travaux de construction de la ligne de chemin de fer Thiene-Rocchette débutent, avec un écartement standrd comme sur la ligne Vicenza-Thiene-Schio, mise en service le 7 septembre 1907. Le même mois, la Società Veneta (SV) obtient de la Società Ferroviaria Alessandria-Ovada (SAO) l'exploitation de la ligne Alexandrie-Ovada (it) de 44 km. La ligne a été rachetée par l'État italien en fin d'année, mais SV a continué à l'exploiter.
Entre 1908 et 1910, la Società Italiana per la Ferrovia della Valsugana (SIFV), contrôlée par Società Veneta (SV), participe à la construction de la ligne Mestre-Bassano-Tezze (it) qui se raccorde sur la ligne austro-hongroise en provenance de Trente. Le 15 juillet 1908, le tronçon Mestre-Bassano del Grappa est inaugurée puis, le 1er janvier 1909, le tronçon Bassano-Valstagna et, le 21 juillet 1910, le dernier tronçon Valstagna-Tezze. Primolano (it) est devenue une gare internationale de transition entre les réseaux ferroviaires italien et autrichien.
Au cours de l'année 1909, à la suite de son rachat par l'État italien, la gestion de la ligne de chemin de fer Camposampiero-Montebelluna passe à la compagnie nationale italienne, les FS. Après 2 ans de travaux, le 19 mai 1909, l'électrification de la ligne de tramways Padoue-Piove di Sacco (it) est opérationnelle, la première ligne électrifiée de la Società Veneta. L'entreprise a adopté le même système que celui utilisé sur la ligne de chemin de fer de la Valle Brembana (it) : courant alternatif, fréquence de 25 hertz et tension de 6 000 volts. Le 28 juillet 1909, le premier tronçon de la ligne chemin de fer Ferrare-Modène (it), entre Ferrare et Cento, est inauguré.
Outre le dernier tronçon de la ligne de la chemin de fer de la Valsugana (it), deux autres lignes sont mises en service en 1910 : le 10 février, la ligne Rocchette-Asiago (it), à écartement réduit imposé par le gouvernement austro-hongrois et comportant un tronçon à crémaillère (5 814 mètres) sur la partie la plus pentue entre Cogolo et Campiello et, le 9 mai, la ligne de chemin de fer Carnia-Villa Santina (it) est inaugurée. La Società Veneta reprend la direction du chemin de fer Vérone-Caprino-Garda à la société du même nom.
En 1911, le tronçon Cento-Decima de la ligne Ferrare-Modène est inauguré, ainsi que l'embranchement Decima-San Giovanni in Persiceto.
Pour des raisons purement militaires, en 1912, la ligne de Mestre-Primolano-Tezze est reprise par l'État italien et passe sous exploitation des FS. L'année suivante, les FS reprennent également la gestion directe de la ligne Alexandrie-Ovada et la ligne Padova-Piove di Sacco est électrifiée, avec les mêmes caractéristiques que celles de la ligne Padoue-Malcontenta-Fusina.
Peu avant l'entrée de l'Italie dans la Première Guerre mondiale, la Società Veneta (SV) inaugure plusieurs lignes de tramways à voie métrique dans la province de Trévise : Montebelluna-Caselle d'Asolo et Montebelluna-Valdobbiadene, le 17 août 1913, et le 16 novembre, la ligne Susegana-Pieve di Soligo. Le 20 janvier 1914, la construction de la ligne jusqu'à Asolo est achevée. Les tramways au départ de Montebelluna sont tous électrifiés avec un système à courant continu d'une tension de 975 volts. Par contre, la ligne Susegana-Pieve di Soligo est restée à vapeur.

### Pendant la Première Guerre mondiale
Pendant la Première Guerre mondiale, l'armée italienne avait décidé de faire gérer les services publics, dans les territoires qu'elle occupait, par des entreprises opérant dans les zones voisines, après une courte période de réorganisation. Par conséquent, la consolidation du front de l'Isonzo après la Quatrième bataille de l'Isonzo a conduit à une expansion du réseau de la Società Veneta. En 1915, elle reprend l'exploitation des lignes auparavant situées en territoire austro-hongrois : les lignes de chemin de fer Cervignano-Ponte sur l'Isonzo (it) et Cervignano-Pontile per Grado (it).
Afin de faciliter le transfert et le ravitaillement des hommes et des véhicules sur le front de Carnia, l'armée italienne ordonna la construction de trois lignes à voies étroites (750 mm), le long de trois vallées dans le front ennemi. La Società Veneta fut choisie pour leur construction et exploitation. Les lignes ont été mises en service durant l'hiver 1915-16 : la Cividale-Susida (it) de 28 km, dans la vallée de Natisone, la Tolmezzo-Moscardo (it) de 22 km, dans les vallées But et San Pietro, et la Villa Santina-Comeglians (it) de 14 km, dans la vallée du Gorto.
À la suite de l'offensive de l'armée autrichienne lors de la bataille des "Altipiani", les villes d'Arsiero et d'Asiago sont occupées en mai 1916. La Società Veneta est alors contrainte d'arrêter les trains sur la ligne Rocchette-Arsiero près de Seghe di Velo et de n'assurer les liaisons que la nuit, tandis que sur la ligne Rocchette-Asiago, le terminus a été déplacé à Campiello. Après l'échec de l'offensive austro-hongroise, la ville d'Arsiero est libérée le 25 juin 1916. La Società Veneta a pu reprendre les liaisons ferroviaires peu après, mais toujours de nuit.

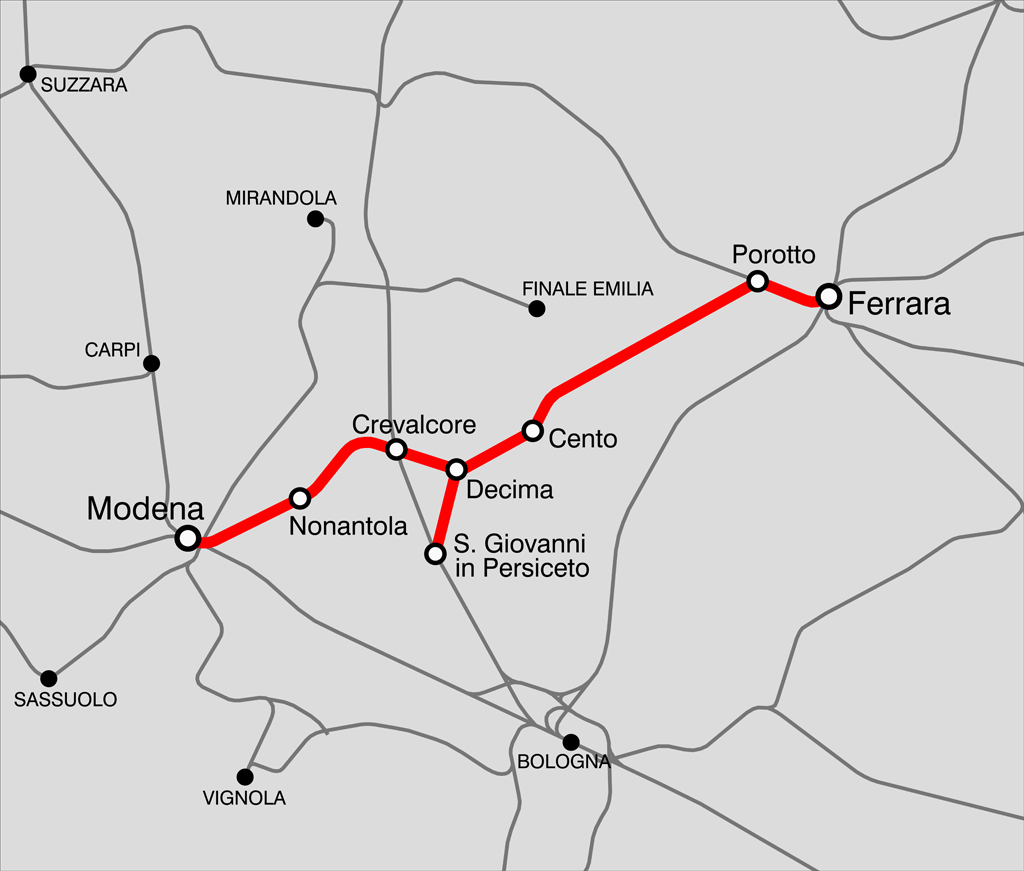
Plan de la voie ferrée Ferrare-Modène

Le 16 août 1916, la construction du dernier tronçon entre Decima et Modène de la ligne de ligne Ferrare-Modène (it) est achevée. L'année suivante, la Società Veneta obtient la concession pour l'exploitation de la ligne Palmanova-Cervignano (it), ligne construite par le Génie Militaire pour faciliter l'approvisionnement du front de l'Isonzo.
La retraite de l'armée italienne sur le front de Piave, après la bataille de Caporetto, a entraîné la perte, par la Società Veneta SpA de toutes les lignes de chemin de fer et de tramway du Frioul et d'une grande partie du matériel roulant qu'elle n'a pas pu transférer du côté italien. L'exploitation de ces lignes a été reprise par l'administration militaire autrichienne.

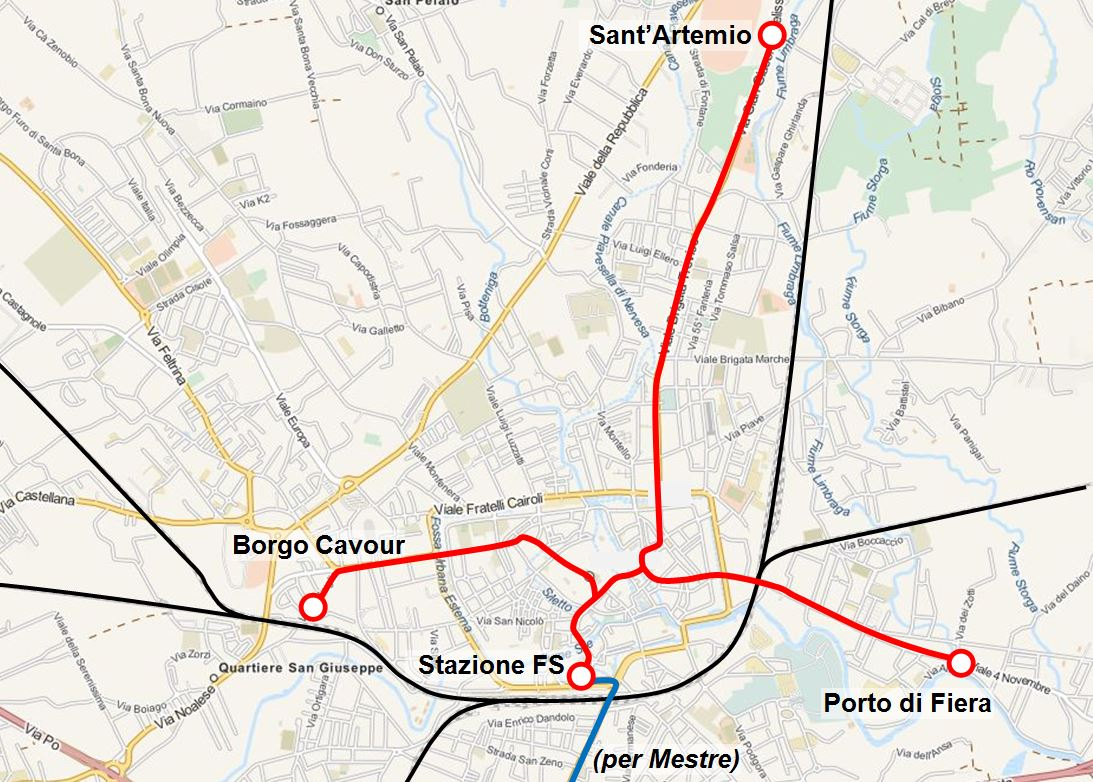
Plan du réseau de tramways de Trévise en 1918

### L'entre deux guerres
Après la bataille de Vittorio Veneto et l'armistice de Villa Giusti, la Società Veneta reprend possession des lignes au-delà du Piave et du matériel roulant récupéré par l'armée austro-hongroise mais qu'elle n'avait pas transféré en dehors des frontières italiennes. Les lignes ferroviaires ont été rapidement remises en état, à l'exception de celles très endommagées qui ont nécessité de gros travaux pour une remise en service : la ligne Palmanova-San Giorgio di Nogaro et les lignes de tramways de la province de Trévise.
Les années suivantes, le nombre de lignes de la Società Veneta s'est réduit pour différente raisons. Les voies ferrées à voie étroite de 750 mm ont été confiées à trois concessionnaires différents :
- la ligne Tolmezzo-Paluzza, sans le tronçon jusqu'à Moscardo, a été gérée, à partir de 1919, par la Società Elettrica de Paluzza et plus tard par le consortium de tramway But,
- la ligne Villa Santina-Comeglians est passée au Consortium Val Degano en 1920,
- la concession de la ligne Cividale-Susida a été attribuée à l'entreprise Eredi Binetti de Cividale en 1921 qui fut chargée de construire un nouveau tronçon jusqu'à Caporetto[36].

En 1920, les FS reprennent l'exploitation d'une bonne partie des lignes du Frioul de la Vénétie car considérées comme d'intérêt stratégique par l'État italien : Udine-Palmanova-Cervignano, Palmanova-San Giorgio di Nogaro et San Giorgio di Nogaro-Cervignano. La ligne Cervignano-Pontile per Grado était déjà passée aux Ferrovie dello Stato Italiane (FS) en 1918.
En 1924, SV perd la gestion du tramway Udine-San Daniele (it), qui est attribuée à l'Ing. Giacomo Cantoni et de la ligne Vérone-Caprino-Garda (it), rachetée par la province de Vérone,. En 1925, la Società Veneta a également perdu l'exploitation du tramway Susegana-Pieve di Soligo (it) racheté par une entreprise publique Le 30 novembre 1925, la FNV, en difficulté depuis quelques années est contrainte de cesser l'exploitation de ses lignes. La Società Veneta a succédé à sa filiale.
Le 27 mai 1928, la ligne de tramway Padoue-Bagnoli di Sopra est électrifiée, la dernière des lignes du groupe SV à être électrifiée.
Le 31 mars et le 1er juin 1931, les tramways SV de Montebelluna vers Valdobbiadene et vers Asolo sont arrêtés. Le 28 octobre 1931 la ligne de chemin de fer Piove di Sacco-Mestre (it) (28,0 km), complétant la liaison ferroviaire entre Venise et la Polésine est inaugurée.
En 1933, la reconstruction de la ligne de chemin de fer Rocchette-Arsiero est terminée. Ce sera la dernière construction ferroviaire réalisée par la Società Veneta SpA
En 1935, l'exploitation du tramway Bologne-Imola (it) prend fin. SV décide d'expérimenter la traction thermique en équipant des brûleurs diesel sur les locomotives à vapeur et en faisant l'acquisition de nouvelles motrices. Les premiers modèles du groupe SV ADn 500 sont livrés en 1936 et sont mis en service sur les lignes Adria-Mestre et la Ferrara-Copparo. À la fin de l'année, une assemblée extraordinaire de la filiale GCV est convoquée pour valider sa liquidation ; ses lignes de tramways étant exploitées directement par la société mère depuis des années,.
En 1937, l'État italien rachète la ligne de chemin de fer Conegliano-Vittorio Veneto (it). Les FS ont été chargées de construire le tronçon jusqu'à Ponte nelle Alpi.
En 1942, la Società Veneta obtient la gestion de la ligne de chemin de fer Adria-Ariano Polesine par la Società Veneto-Emiliana di Ferrovie e Tramvie (SVEFT) en sous-concession.

### L’après-guerre - Reconstructions et démantèlements
La plupart des dégâts dus à la guerre, se sont produits pendant la période où le nord de l'Italie était occupé par l'armée allemande et ont été causés par les actions au sol et les bombardements massifs menés à la fois par les occupants et par l'aviation américaine et britannique. Les liaisons ferroviaires et de tramway onr été suspendues à partir du mois de septembre 1943.
À l'été 1945, le Comité de libération nationale dissout le conseil d'administration et nomma un commissaire, l'Ing. Leonarduzzi, qui s'est chargé de faire un état des lieux et de procéder au rétablissement des activités. Plusieurs lignes ont été trouvées dans des conditions pitoyables, avec l'armement retiré et le matériel roulant détruit ou volé, c'est pourquoi la reconstruction a été réalisée, en donnant la priorité aux lignes qui pourraient reprendre leur activité dans un court laps de temps. Cependant, en deux ans, toutes les lignes de chemin de fer ont été rouvertes à l'exception de la branche San Giovanni in Persiceto-Decima des lignes Adria-Ariano Polesine (it) et du Casentino (it). Les deux premiers parce qu'elles ont été considérées comme irrécupérables en raison de l'ampleur des dégats après le retrait de l'armée allemande, la troisième parce qu'elle a été concédée à la société La Ferroviaria Italiana (LFI), qui l'a remise en état et rouverte en 1950.
Les efforts employés pour la reconstruction des infrastructures ferroviaires et de tramway ont été remarquables, mais dans les années suivantes, ils sont apparus vains à la lumière de la politique mise en œuvre par la Società Veneta SpA pour réduire ses pertes budgétaires avec la suppression progressive des services ferroviaires et de tramway et leur remplacement par des autobus. Le premier exemple est la ligne de chemin de fer Schio-Rocchette (it) fermée le 20 juin 1949. L'exploitation du réseau interurbain de Padoue a été supprimé en 1954 et, deux ans plus tard, c'est le réseau des chemins de fer de Ferrare. La ligne Rocchette-Asiago a été fermée en 1958. À partir de 1955, le chiffre d'affaires des services de transports routiers ont dépassé celui des chemins de fer.
Cependant, à la fin des années 1950, la Società Veneta SpA investit dans le matériel de traction diesel en utilisant les subventions de l'État italien par la Loi 1221/1952 et a procédé à l'achat de nombreuses locomotives diesel, comme le groupe SV DE.424, construites par Tecnomasio. Les automotrices du groupe SV ADn 800 ont été mises en service et 2 autorails similaires aux FIAT FS ALn 668.1400 ont été achetés et enregistrés dans le groupe SV ADn 600.
La politique de fermeture des lignes s'est poursuivie jusque dans les années 1960. En 1964, les services ferroviaires sur les lignes Budrio-Massolombarda (it), Thiene-Rocchette (it) et Rocchette-Arsiero (it) prennent fin, remplacées par des autobus. En 1968, la ligne Carnia-Villa Santina (it) est démantelée, les liaisons voyageurs ayant été remplacées en 1960 par un service d'autobus à cadence renforcée.

### La Società Veneta Autoferrovie et la fin des opérations ferroviaires
Après 1968, la Società Veneta SpA conserve la concession pour l'exploitation ferroviaire de quatre lignes : Adria-Mestre (it), Bologne–Portomaggiore (it), Parme–Suzzara et Udine–Cividale (it).
En juillet 1969, la Società Veneta Autoferrovie (SVA) est fondée, une société filiale du groupe SV SpA qui avait pour mission de reprendre toutes les concessions des lignes ferroviaires et d'autobus de la société mère. Avec le décret ministériel no 2192 du 29 décembre 1970, le gouvernement italien a approuvé la cession des concessions, à l'exception de la ligne Parme-Suzzara qui est restée à SV. Le consortium intercommunal, titulaire de la concession initiale, s'est opposé à son transfert,.
Le 3 juillet 1977, la Società Veneta SpA, devenue une société financière, reprend sa raison sociale d'origine : Società Veneta per Imprese e Costruzioni Pubbliche S.p.A..

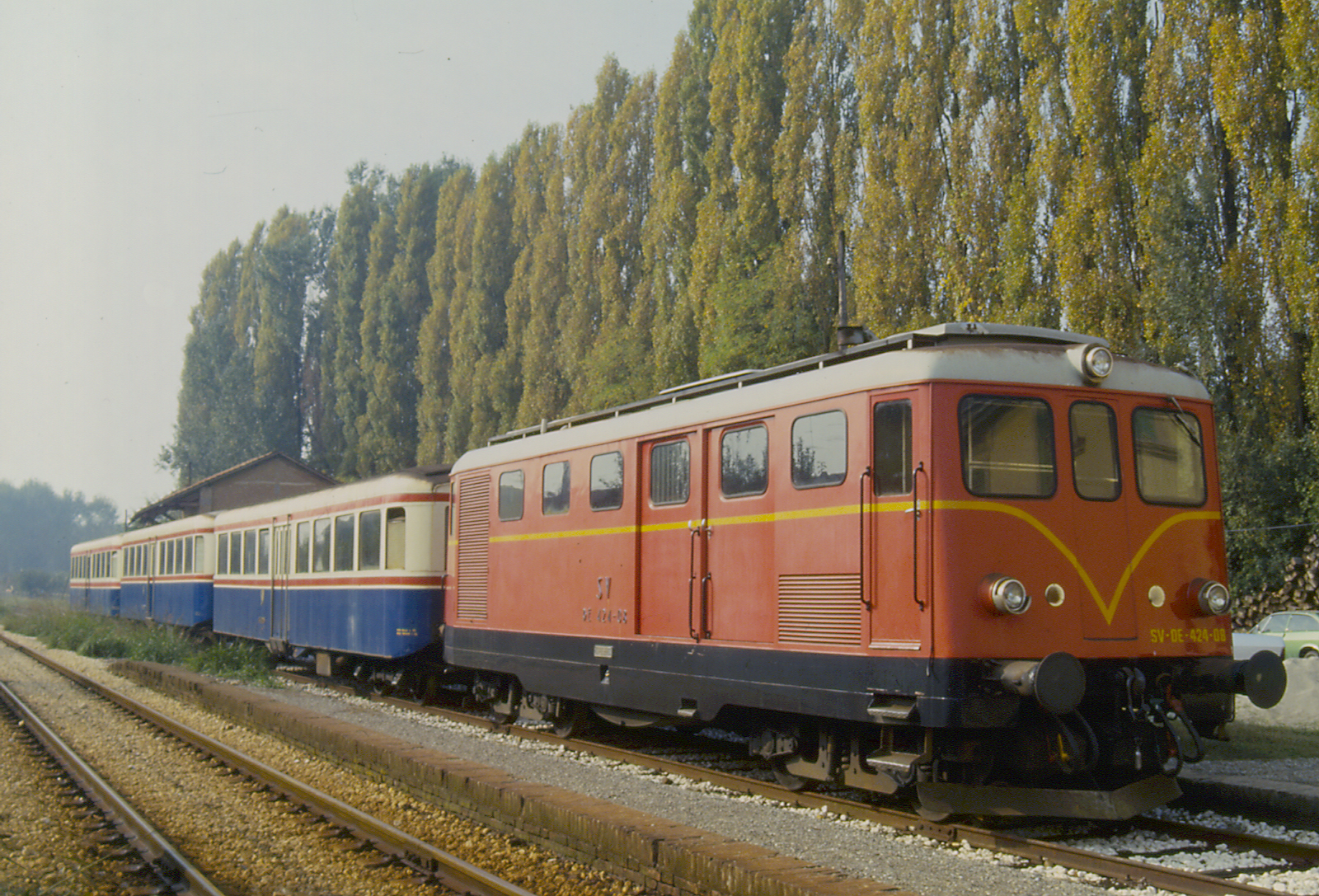
Locomotive DE 424.08, dans sa livrée historique, de la compagnie SV - Società Veneta près de la gare de Gualtieri sur la ligne Parme-Suzzara

En 1981, un autre bouleversement s'est produit dans la composition du groupe. SVA vend presque toutes ses société d'exploitation à des sociétés contrôlées par la Società Veneta SpA : les compagnies d'autobus Bologne-Portomaggiore et de la province de Bologne sont cédées à la Cooperativa Trasporti Romagnoli (Tra-Ro) et celles exploitant les lignes Adria-Mestre et Udine-Cividale sont cédées aux Ferrovie del Nord Est (FNE). Les compagnies Autolinee Patavine (AUPA) et Autolinee Ferraresi (AUFE) ont été créées. SVA a assuré l'exploitation de la ligne Parme-Suzzara pour le compte de la société mère.
Le 6 février 1986, le Ministère italien des Transports décrète la mise sous gestion administrative des quatre lignes ferroviaires dont le groupe Società Veneta SpA avait la concession, mettant fin à l'activité de sa filiale SVA. Pour les liaisons urbaines et interurbaines d'autobus, les lignes AUPA sont passées en partie à la province de Padoue et en partie à l'Azienda Consorzio Trasporti Veneziano (ACTV). Les lignes Tra.Ro ont été en grande partie rachetées par l'État italien le 11 novembre 1986, passant sous la gestion des commissaires gouvernementaux de la ligne de chemin de fer Bologne-Portomaggiore et d'Autoservizi. Les lignes restantes ont été intégrées dans l'ATC de Bologne le 1er janvier 1987.

## Récapitulatif des réseaux ferroviaires et de tramways

### Lignes de chemins de fer à écartement standard
| Ligne                                      | Gestion SV ou société du groupe | Gestion SV ou société du groupe | Région                          | Remarques                                                                                                |
| Ligne                                      | Début                           | Arrêt                           | Région                          | Remarques                                                                                                |
| ------------------------------------------ | ------------------------------- | ------------------------------- | ------------------------------- | --- |
| Vicence-Thiene-Schio (it)                  | 1876                            | 1906                            | Vénétie                         | Transmise aux FS                                                                                         |
| Vicence-Trévise (it)                       | 1877                            | 1906                            | Vénétie                         | Transmise aux FS                                                                                         |
| Padoue-Bassano del Grappa (it)             | 1877                            | 1906                            | Vénétie                         | Transmise aux FS                                                                                         |
| Conegliano-Vittorio Veneto (it)            | 1879                            | 1937                            | Vénétie                         | Transmise aux FS                                                                                         |
| Albano-Nettuno (it)                        | 1884                            | 1891                            | Latium                          | SV sous-concessionnaire de FAAN puis de SFM - Strade Ferrate Meridionali Gestion reprise par SFM en 1891 |
| Parme-Suzzara                              | 1885                            | 1986                            | Émilie-Romagne                  | SV sous-concessionnaire de SAFPS Reprise par une administration locale                                   |
| Udine-Cividale (it)                        | 1886                            | 1986                            | Frioul-Vénétie Julienne         | Reprise par une administration locale                                                                    |
| Camposampiero-Montebelluna (it)            | 1886                            | 1909                            | Vénétie                         | Transmise aux FS                                                                                         |
| Bologne-Portomaggiore (it)                 | 1887                            | 1986                            | Émilie-Romagne                  | Reprise par une administration locale                                                                    |
| Budrio-Massalombarda (it)                  | 1887                            | 1964                            | Émilie-Romagne                  | Ligne supprimée                                                                                          |
| Arezzo-Stia (it)                           | 1888                            | 1950                            | Toscana                         | Transmise à "La Ferroviaria Italiana - LFI"                                                              |
| Udine-Palmanova-San Giorgio di Nogaro (it) | 1888                            | 1920                            | Frioul-Vénétie Julienne         | Transmise aux FS                                                                                         |
| Portogruaro-San Giorgio di Nogaro (it)     | 1888                            | 1920                            | Vénétie Frioul-Vénétie Julienne | Transmise aux FS                                                                                         |
| Rome-Albano (it)                           | 1889                            | 1891                            | Latium                          | SV sous-concessionnaire de SFM - Strade Ferrate Meridionali Gestion transférée à SFR en 1891             |
| San Giorgio di Nogaro-Cervignano (it)      | 1897                            | 1920                            | Frioul-Vénétie Julienne         | Transmise aux FS                                                                                         |
| Ferrare-Copparo (it)                       | 1903                            | 1956                            | Émilie-Romagne                  | Ligne supprimée                                                                                          |
| Thiene-Rocchette (it)                      | 1907                            | 1964                            | Vénétie                         | Ligne supprimée                                                                                          |
| Alessandria-Ovada (it)                     | 1907                            | 1913                            | Piémont                         | SV sous-concessionnaire avant la SAO puis des FS Gestion transférée aux FS en 1913                       |
| Primolano-Mestre (it)                      | 1908-10                         | 1912                            | Vénétie                         | Gestion assurée par la filiale SIFV Transmise aux FS                                                     |
| Modène-Ferrare (it)                        | 1909-16                         | 1956                            | Émilie-Romagne                  | Ligne supprimée                                                                                          |
| Vérone-Caprino/Garda (it)                  | 1910                            | 1924                            | Vénétie                         | SV subconcessionaria della FVCG Ligne reprise par la province de Vérone en 1924                          |
| Carnia-Villa Santina (it)                  | 1910                            | 1968                            | Frioul-Vénétie Julienne         | Ligne supprimée, transport de passagers supprimé depuis 1960                                             |
| Decima-San Giovanni in Persiceto (it)      | 1911                            | 1947                            | Émilie-Romagne                  | Ligne supprimée                                                                                          |
| Cervignano-Ponte Isonzo (it)               | 1915                            | 1920                            | Frioul-Vénétie Julienne         | Transmise aux FS                                                                                         |
| Cervignano-Pontile per Grado (it)          | 1915                            | 1918                            | Frioul-Vénétie Julienne         | Transmise aux FS                                                                                         |
| Piove di Sacco-Adria (it)                  | 1916                            | 1986                            | Vénétie                         | Reprise par une administration locale                                                                    |
| Palmanova-Cervignano (it)                  | 1917                            | 1920                            | Frioul-Vénétie Julienne         | Transmise aux FS                                                                                         |
| Mestre-Piove di Sacco (it)                 | 1931                            | 1986                            | Vénétie                         | Reprise par une administration locale                                                                    |
| Rocchette-Arsiero (it)                     | 1933                            | 1964                            | Vénétie                         | Reconstruction de la voie ferrée existante mais à écartement réduit 950 mm Supprimée                     |
| Adria-Ariano Polesine (it)                 | 1942                            | 1944                            | Vénétie                         | SV sous-concessionnaire de SVEFT Ligne supprimée                                                         |

### Lignes de chemin de fer à écartement réduit
| Ligne                         | Écartement (mm) | Début service SV | Fin service SV | Région                  | Remarques |
| ----------------------------- | --------------- | ---------------- | -------------- | ----------------------- | --- |
| Torrebelvicino-Schio (it)     | 950             | 1906             | 1925           | Vénétie                 | La filiale FNV la reprend à SFES Ligne supprimée                                                                                |
| Schio-Rocchette (it)          | 950             | 1906             | 1949           | Vénétie                 | La filiale FNV la reprend à SFES À partir de 1926, gérée directement par SV Ligne supprimée                                     |
| Rocchette-Arsiero (it)        | 950             | 1906             | 1933           | Vénétie                 | La filiale FNV la reprend à SFES À partir de 1926, gérée directement par SV Ligne reconstruite avec écartement normal           |
| Rocchette-Asiago (it)         | 950             | 1910             | 1958           | Vénétie                 | Gestion sous-concédée à la filiale FNV, à partir de 1926 gérée directement par SV Section Cogollo-Val Campiello sur crémaillère |
| Vicence-Montagnana (it)       | 950             | 1887             | 1911           | Vénétie                 | Cédée à la Società Tranvie Vicentine transformée à écartement normal                                                            |
| Cividale-Susida (it)          | 750             | 1915             | 1921           | Frioul-Vénétie Julienne | Reprise par "Eredi Binetti" |
| Tolmezzo-Moscardo (it)        | 750             | 1915             | 1919           | Frioul-Vénétie Julienne | Transmise à la "Società Elettrica Paluzza" et au consortium "Tranvia del But"                                                   |
| Villa Santina-Comeglians (it) | 750             | 1916             | 1920           | Frioul-Vénétie Julienne | Transmise au consortium Val Degano                                                                                              |

### Lignes de tramways
| Ligne                            | Ecartement (mm) | Traction électrique (Volt - CC ou CA) | Mise en service par SV | Fin service SV | Région                  | Remarques |
| -------------------------------- | --------------- | ------------------------------------- | ---------------------- | -------------- | ----------------------- | --- |
| Portonaccio-Ciampino-Marino (it) | 1445            | non                                   | 1884                   | 1889           | Latium                  | La filiale FAAN reprend la ligne de "Tramvie e Ferrovie economiche" de Rome, Milan et Bologne Gestion par SV pour le compte de FAAN Remplacée par la voie ferrée Rome-Albano (it) |
| Padoue-Malcontenta Fusina (it)   | 1445            | 6000 V CA, 25 Hz                      | 1885                   | 1954           | Vénétie                 | À vapeur jusqu'en 1909 puis électrifiée Ligne supprimée |
| Bologne-Imola (it)               | 1445            | non                                   | 1885                   | 1935           | Émilie-Romagne          | Ligne supprimée |
| Padoue-Bagnoli di Sopra (it)     | 1445            | 6000 V CA, 25 Hz                      | 1886                   | 1954           | Vénétie                 | À vapeur jusqu'en 1928 puis électrifiée Ligne supprimée |
| Padoue-Piove di Sacco (it)       | 1445            | 6000 V CA, 25 Hz                      | 1890                   | 1954           | Vénétie                 | À vapeur jusqu'en 1913 puis électrifiée Ligne supprimée |
| Udine-San Daniele (it)           | 1000            | non                                   | 1905                   | 1924           | Frioul-Vénétie Julienne | Reprise à un concessionnaire précédent Transmise à l'ingénieur Giacomo Cantoni |
| Montebelluna-Valdobbiadene (it)  | 1000            | 975 V CC                              | 1913                   | 1931           | Vénétie                 | Ligne supprimée |
| Susegana-Pieve di Soligo (it)    | 1000            | no                                    | 1913                   | 1925           | Vénétie                 | Reprise par une administration |
| Montebelluna-Asolo (it)          | 1000            | 975 V CC                              | 1913-14                | 1931           | Vénétie                 | Ligne supprimée |

## Matériel roulant

### Classification du matériel de traction
La flotte de matériel ferroviaire de la Società Veneta (SV) et de ses filiales a été assez variée, principalement en raison des caractéristiques de chacune des lignes de la société, profil, écartement et adhérence.
Initialement, la traction de toutes les lignes était à vapeur et la classification du matériel de traction suivait l'ordre numérique simple, pour les lignes construites à l'origine par la Società Veneta, ou préexistantes, pour celles résultant d'acquisitions ultérieures. Dans certains cas, un nom a parfois été ajouté.
En 1915, la Società Veneta a réorganisé sa classification en adoptant le schéma numérique suivant :
- 1-139, pour les locomotives à voie étroite,
- 140-199, pour les locomotives de tramway à voie normale,
- 200-299, pour les locomotives à deux essieux couplés,
- 300-399, pour les locomotives à trois essieux couplés,
- 400-499, pour locomotives à quatre essieux couplés.

La Società Veneta n'a jamais acheté de locomotives à quatre essieux, c'est pourquoi, la série 400 a servi pour numéroter les motrices électriques de tramway, en ajoutant la lettre « E ». Les motrices de tramway étaient immatriculées avec un nombre commençant par « 0 » et divisées en groupes 001 (001-010), 040 (041-044), 020 (021-024) et 050 (051-056). Les trois premiers groupes de motrices ont été utilisés sur les lignes de Padoue et le 050, sur les lignes de Trévise.
La traction thermique a été introduite à titre expérimental en 1930. Le premier groupe d'autorails a été construit par OMS - Stanga équipé d'un moteur MAN. Il a été décidé de poursuivre la numérotation déjà adoptée pour les locomotives à vapeur et électriques, en constituant le groupe « ADn 500 ». À partir des années 1950, avec l'utilisation massive de la traction thermique, les autorails similaires aux FIAT ALn 668 ont été immatriculés dans la série « ADn 600 », tandis que les autorails construits par OMS-Stanga ont été classés dans le groupe « ADn 800 ». Les autorails FIAT-OM ALn 663, achetés par les sociétés du groupe Sopcietà Veneta (SV), FNE et Tra-Ro, ont été immatriculés sous le numéro « ADn 901 », puis « AD 901 et AD 902 »2,. Une logique différente a été appliquée pour les locomotives à traction thermique : dans un premier temps les Diesel (LDn) ont été immatriculées dans la classe 600, puis, avec le sigle Ld, elles ont été reclassées dans la série 400. Les autorails Diesel-Électriques (DE) construits par Tecnomasio ont été classés DE.424 série 01-09.

### Classification des wagons et voitures remorquées
Contrairement au matériel de traction, les wagons et voitures remorquées n'ont pas fait l'objet d'une procédure de reclassement, de sorte que la numérotation des différentes unités est restée assez hétérogène.

### Liste du matériel roulant
Liste de tous les matériels immatriculés par le groupe Società Veneta S.p.A., locomotives et autorails de la société et des entreprises liées, depuis sa création en jusqu'à la cessation de ses activités dans le domaine ferroviaire en 1986.

#### Locomotives

##### Locomotives à vapeur
| Locomotives avec tender séparé - Écartement UIC standard | Locomotives avec tender séparé - Écartement UIC standard | Locomotives avec tender séparé - Écartement UIC standard | Locomotives avec tender séparé - Écartement UIC standard | Locomotives avec tender séparé - Écartement UIC standard |
| Numéro                                                   | Année                                                    | Constructeur                                             | Disposition des essieux                                  | Remarques                                                |
| -------------------------------------------------------- | -------------------------------------------------------- | -------------------------------------------------------- | -------------------------------------------------------- | -------------------------------------------------------- |
| 501                                                      | 1849                                                     | Stephenson                                               | C                                                        | ex Romane SFR, pour trains de chantier                   |
| 1 ÷ 9                                                    | 1876                                                     | Esslingen                                                | 1B                                                       | transférée en 1906 aux FS (groupe 155)                   |

| Loco-tender - Écartement UIC standard | Loco-tender - Écartement UIC standard | Loco-tender - Écartement UIC standard | Loco-tender - Écartement UIC standard | Loco-tender - Écartement UIC standard | Loco-tender - Écartement UIC standard                                                           |
| Numéro                                | Numéro                                | Année                                 | Constructeur                          | Disposition des essieux               | Remarques                                                                                       |
| jusqu'en 1915                         | après 1915                            | Année                                 | Constructeur                          | Disposition des essieux               | Remarques                                                                                       |
| ------------------------------------- | ------------------------------------- | ------------------------------------- | ------------------------------------- | ------------------------------------- | ----------------------------------------------------------------------------------------------- |
| 31 ÷ 32                               | –                                     | 1877                                  | Esslingen                             | C                                     | transférées en 1906 aux FS (gruppo 848)                                                         |
| 81 ÷ 82                               | –                                     | 1905                                  | Krauss-Maffei                         | C                                     | transférées en 1906 aux FS (gruppo 849)                                                         |
| 4                                     | 20                                    | 1889                                  | Krauss-Maffei                         | B                                     | ex FVCG 4, alla SV nel 1910                                                                     |
| 1 ÷ 3, 5 ÷ 7                          | 21                                    | 1888, 1906                            | Henschel                              | B                                     | ex FVCG 1 ÷ 3, 5 ÷ 7, alla SV nel 1910                                                          |
| 41 ÷ 49                               | 22                                    | 1878-1886                             | Esslingen                             | B1                                    | transférées en partie en 1937 aux FS (gruppi 818 e 819)                                         |
| 50 ÷ 57                               | 23                                    | 1887-1889                             | Esslingen, Breda C.F.                 | B1                                    | une unité transférée en 1937 aux FS (gruppo 820)                                                |
| 1 ÷ 5                                 | 24                                    | 1883                                  | Henschel                              | B1                                    | ex FPS 1 ÷ 5, alla SV nel 1885                                                                  |
| 241 ÷ 243                             | 25                                    | 1888                                  | Breda C.F.                            | 1B                                    |                                                                                                 |
| 21 ÷ 26                               | 26                                    | 1877-1878                             | Esslingen                             | B1                                    | 2 unités transférées en 1906 aux FS (gruppo 802) 1 unité transférée en 1937 aux FS (gruppo 811) |
| 61 ÷ 66                               | 27                                    | 1902-1903                             | Henschel                              | 1B                                    |                                                                                                 |
| 81 ÷ 84                               | 28                                    | 1909                                  | Koppel                                | 1B                                    |                                                                                                 |
| 1                                     | 29                                    | 1907                                  | Koppel                                | C                                     | ex SIFV 1, alla SV nel 1912                                                                     |
| 151 ÷ 155                             | 30                                    | 1906-1909                             | Henschel                              | C                                     | type Prussienne T 3                                                                             |
| –                                     | 31                                    | 1915                                  | Breda C.F.                            | C                                     | type Prussienne T 3                                                                             |
| 101 ÷ 109                             | 32                                    | 1906-1909                             | Henschel                              | C                                     | type Prussienne T 3                                                                             |
| 121                                   | 33                                    | 1907                                  | Borsig                                | C                                     |                                                                                                 |
| 5 ÷ 7                                 | 34                                    | 1910-1911                             | Henschel                              | C                                     | jumelles des SAO 1 ÷ 4                                                                          |
| –                                     | 35                                    | 1892-1896                             | SLM                                   | 1'C                                   | ex BLS Ec 3/4 21 ÷ 25, rachetées par SV en 1916 et en 1930                                      |
| –                                     | 36                                    | 1902-1903                             | SLM                                   | 1'C                                   | ex Seetalbahn Ed 3/4 12 et 14, rachetées par SV en 1916                                         |
| –                                     | 37                                    | 1878                                  | SLM                                   | 1'C                                   | ex FFS 7495 ÷ 7499, rachetées par SV en 1914-16                                                 |
| –                                     | 38                                    | 1882                                  | Krauss-Maffei                         | 2'B                                   | ex FFS 5425 ÷ 5430, rachetées par SV en 1916                                                    |
| –                                     | 39                                    | 1881-1888                             | Esslingen, SLM                        | 2'B                                   | ex FFS 5441 ÷ 5466, rachetées par SV en 1919                                                    |

| Loco-tender - Voie étroite | Loco-tender - Voie étroite | Loco-tender - Voie étroite | Loco-tender - Voie étroite | Loco-tender - Voie étroite | Loco-tender - Voie étroite | Loco-tender - Voie étroite                                                             |
| Numéro                     | Numéro                     | Année                      | Constructeur               | Disposition des essieux    | Écartement                 | Remarques                                                                              |
| jusqu'en 1915              | après 1915                 | Année                      | Constructeur               | Disposition des essieux    | Écartement                 | Remarques                                                                              |
| -------------------------- | -------------------------- | -------------------------- | -------------------------- | -------------------------- | -------------------------- | -------------------------------------------------------------------------------------- |
| 90 ÷ 99                    | 9                          | 1915                       | Breda C.F.                 | B                          | 750 mm                     |                                                                                        |
| –                          | 2104                       | 1911                       | O & K                      | B                          | 750 mm                     |                                                                                        |
| –                          | 2119                       | 1886                       | SLM                        | B                          | 750 mm                     |                                                                                        |
| –                          | 2122 ÷ 2125                | 1910-1913                  | O & K                      | B                          | 750 mm                     |                                                                                        |
| –                          | 42 ÷ 56                    | 1916-1918                  | Reggiane                   | B                          | 750 mm                     |                                                                                        |
| 1 ÷ 3                      | 1 ÷ 3                      | 1890                       | Krauss-Maffei              | B                          | 800 mm                     | Locomotive de chantier                                                                 |
| 1                          | 1                          | 1909                       | Krauss-Maffei              | B                          | 500 mm                     | Locomotive de chantier                                                                 |
| 10                         | –                          | 1887                       | SLM                        | B                          | 950 mm                     | à crémaillère, ex FFS HG 2/2 951 rachetée par SV en 1909 vendue à MCL en 1915 (no 241) |
| 110                        | 11                         | 1906-1910                  | SLM                        | C                          | 950 mm                     | à crémaillère, ex BOB HG 3/3 9 rachetée par SV en 1915 similaire aux MCL 261 ÷ 263     |
| 1 ÷ 4                      | 12                         | 1909-1911                  | SLM                        | C                          | 950 mm                     | à crémaillère                                                                          |

| Locomotives de tramways | Locomotives de tramways | Locomotives de tramways | Locomotives de tramways | Locomotives de tramways | Locomotives de tramways | Locomotives de tramways   |
| Numéro                  | Numéro                  | Année                   | Constructeur            | Disposition des essieux | Écartement              | Remarques                 |
| jusqu'en 1915           | après 1915              | Année                   | Constructeur            | Disposition des essieux | Écartement              | Remarques                 |
| ----------------------- | ----------------------- | ----------------------- | ----------------------- | ----------------------- | ----------------------- | ------------------------- |
| 2, 6                    | 1                       | 1883                    | Cerimedo                | B                       | 950 mm                  | ex SAFRE 2, 6, SV en 1900 |
| 73 ÷ 74                 | -                       | 1884                    | Henschel                | B                       | 950 mm                  | cédées en 1901 à FTP      |
| 1 ÷ 4                   | 2                       | 1889-1890               | Sigl                    | C                       | 1000 mm                 |                           |
| 70 ÷ 72                 | 3                       | 1884-1885               | Krauss-Maffei           | C                       | 950 mm                  |                           |
| 75                      | 4                       | 1910                    | Krauss-Maffei           | C                       | 950 mm                  |                           |
| 301                     | 5                       | 1897                    | SLM                     | C                       | 1000 mm                 | ex Tramway de Cherbourg   |
| 302                     | 6                       | 1911                    | Henschel                | C                       | 1000 mm                 |                           |
| -                       | 7                       | 1884-1885               | Cost. Mec. di Saronno   | C                       | 1000 mm                 |                           |
| 172                     | 8                       | ?                       | ?                       | C                       | 1000 mm                 |                           |
| 171 ÷ 184               | 14                      | 1885-1886               | Henschel                | B                       | 1445 mm                 |                           |
| 175, 178, 186, 188, 189 | 15                      | 1885-1889               | Henschel, Breda C.F.    | B                       | 1445 mm                 |                           |
| 182, 185, 187           | 16                      | 1886                    | Esslingen               | B                       | 1445 mm                 |                           |
| 211 ÷ 215               | 17                      | 1887                    | Henschel                | B                       | 1445 mm                 |                           |

##### Locomotives Diesel
| Locomotives diesel | Locomotives diesel | Locomotives diesel | Locomotives diesel      | Locomotives diesel                                       |
| Numéro             | Année              | Constructeur       | Disposition des essieux | Remarques                                                |
| ------------------ | ------------------ | ------------------ | ----------------------- | -------------------------------------------------------- |
| Ld 401             | 1937               | Deutz              | B                       | ex DR Köf II, poi LDn 601                                |
| Ld 402 ÷ 403       | 1959-1961          | Ranzi              | B                       | Ex Raccordi Ferroviari Marghera, rachetée par SV en 1975 |
| Ld 404             | 1960               | MaK                | D                       | Achetée en 1974 à Bentheimer Eisenbahn                   |
| Ld 405             | 1976               | MaK                | C                       |                                                          |
| DE 424.01 ÷ 09     | 1958               | Tecnomasio         | Bo'Bo'                  |                                                          |
| LDn 601            | 1937               | Deutz              | B                       | ex DR Köf II, già Ld 401                                 |
| LDn 602            | 1954               | Deutz              | B                       |                                                          |

##### Locomotives électriques
| Locomotives électriques | Locomotives électriques | Locomotives électriques | Locomotives électriques | Locomotives électriques |
| Numéro                  | Année                   | Constructeur            | Disposition des essieux | Remarques               |
| ----------------------- | ----------------------- | ----------------------- | ----------------------- | ----------------------- |
| E 401 ÷ 406             | 1926-1928               | Carminati & Toselli-CGE | Bo' Bo'                 |                         |

### Autorails à vapeur
| Autorails à vapeur | Autorails à vapeur | Autorails à vapeur | Autorails à vapeur      | Autorails à vapeur |
| Numéro             | Année              | Constructeur       | Disposition des essieux | Remarques          |
| ------------------ | ------------------ | ------------------ | ----------------------- | ------------------ |
| A1 ÷ A2            | 1904               | Brünn              | A1                      |                    |

### Autorails Diesel
| Automotrici Diesel | Automotrici Diesel                      | Automotrici Diesel  | Automotrici Diesel | Automotrici Diesel      | Automotrici Diesel |
| Groupe             | Numéro                                  | Année               | Constructeur       | Disposition des essieux | Remarques |
| ------------------ | --------------------------------------- | ------------------- | ------------------ | ----------------------- | --- |
| ADn 500            | 501 ÷ 509                               | 1936-1938           | Stanga             | B2'                     | |
| ADn 550            | 550                                     | 1933                | Breda C.F.         | (1A)2'                  | ex FS ALb 72 cédée aux tramways de Bologne pour les lignes Tramway Bologne-Pieve di Cento et Tramway Bologne-Malalbergo, rachetée par SV en 1956 |
| ADn 600            | 601 ÷ 602 603 ÷ 604 605 ÷ 610 611 ÷ 613 | 1962 1972 1978 1981 | FIAT OMECA FIAT    | (1A)(A1)                | type FS ALn 668.1400 type FS ALn 668.1800 type FS ALn 668.1000 type FS ALn 668.3000                                                              |
| ADn 800            | 801 ÷ 809                               | 1957-1961           | Stanga             | B2'                     | |
| ADn 900            | 901 ÷ 910                               | 1984-1998           | FIAT               | (1A)(A1)                | type FS ALn 663, 14 unités, |

### Autorails électriques
| Autorails électriques | Autorails électriques | Autorails électriques   | Autorails électriques   | Autorails électriques | Autorails électriques |
| Numéro                | Année                 | Constructeur            | Disposition des essieux | Ecartement            | Alimentation          |
| --------------------- | --------------------- | ----------------------- | ----------------------- | --------------------- | --------------------- |
| 001 ÷ 010             | 1908-1909             | MAN-AEG Thomson Houston | Bo' 2                   | 1445 mm               | 6600 V 25 Hz ca       |
| 021 ÷ 024             | 1928-1929             | Stanga-CGE              | Bo' 2                   | 1445 mm               | 6600 V 25 Hz ca       |
| 041 ÷ 044             | 1910                  | MAN-AEG Thomson Houston | Bo' Bo'                 | 1445 mm               | 6600 V 25 Hz ca       |
| 051 ÷ 056             | 1913                  | MAN-Thomson Houston     | (Ao1)'(1Ao)'            | 1000 mm               | 975 V cc              |